# Walter Schmidt-Bleker
Walter Schmidt-Bleker (* 26. Januar 1950 in Ilvesheim) ist ein deutscher Geologe und Brigadegeneral außer Dienst des Heeres der Bundeswehr.

## Leben
Schmidt-Bleker legte 1969 sein Abitur in Mannheim ab. Ab 1969 war er Soldat auf Zeit und Reserveoffizieranwärter mit einer Verpflichtungszeit von zwei Jahren bei der Heeresfliegertruppe und wurde 1971 als Leutnant der Reserve entlassen. Anschließend studierte er von 1971 bis 1976 als Zivilist mit einem Stipendium der Bundeswehr Geologie an der Westfälischen Wilhelms-Universität in Münster, das er als Diplom-Geologe abschloss. 1976 wurde er in die Laufbahn der Offiziere des Militärgeografischen Dienstes in die Bundeswehr wiedereingestellt und war bis 1979 in der Topographietruppe Militärgeografie-Offizier und Zugführer in Münster sowie bis 1985 Batteriechef der Topographiebatterie 101 bzw., nach deren Umbenennung zum Jahreswechsel 1980/81, der Topographiebatterie 800 in Münster.
Von 1985 bis 1987 absolvierte Schmidt-Bleker den 28. Generalstabslehrgang Heer an der Führungsakademie der Bundeswehr in Hamburg, wo er zum Offizier im Generalstabsdienst ausgebildet wurde. Anschließend wurde er G3 Militärgeografie-Stabsoffizier des I. Korps in Münster und 1989 G4 der 11. Panzergrenadierdivision in Oldenburg (Oldb). Ab 1991 war er  Militärgeografie-Stabsoffizier beim Hauptquartier AFCENT der NATO in Brunssum, Niederlande, ab 1993 Dezernatsleiter Grundsatz im Amt für Militärisches Geowesen in Euskirchen, ab 1994 Referent für Militärgeografie im Bundesministerium der Verteidigung, Führungsstab der Streitkräfte III 6 und IV 5 in Bonn, ab 1997 Chief Geographic Officer der NATO im Supreme Headquarters Allied Powers Europe in Mons, Belgien, ab 2001 Leiter Aufstellungsstab Geoinformationsdienst der Bundeswehr im Streitkräfteamt in Euskirchen und ab 2003 Abteilungsleiter der Abteilung Zentrale Angelegenheiten und Chef des Stabes im Amt für Geoinformationswesen der Bundeswehr.
In seiner letzten Verwendung war Schmidt-Bleker ab Mai 2005 Leiter des Geoinformationsdienstes der Bundeswehr und Amtschef des Amtes für Geoinformationswesen der Bundeswehr in der Generalmajor-Freiherr-von-Gersdorff-Kaserne in Euskirchen. Mit Ablauf des März 2012 wurde er in den Ruhestand versetzt.
Schmidt-Bleker ist verheiratet und hat vier Söhne.